# December 2008
| December 2008 |
| Månader under 2008: Januari · Februari · Mars · April · Maj · Juni · Juli · Augusti · September · Oktober · November · December ← December 2007 · Januari 2009 → |

## Händelser
- 1 december - USA:s tillträdande president Barack Obama utser sin forna rival om presidentkandidaturen Hillary Clinton till ny utrikesminister.
- 7 december - Socialdemokraterna, Miljöpartiet och Vänsterpartiet tillkännager ett trepartisamarbete med mål att bilda regering vid en eventuell valseger 2010.
- 10 december - Nobelpriset 2008 delas ut i Stockholm och Oslo.
- 12 december - Schweiz blir medlem i Schengensamarbetet.
- 16 december - Ett jordskalv drabbar Sydsverige, norra Tyskland och Danmark klockan 06:20. Marken skakar rejält och även möbler i hemmen vibrerar, men inga personskador rapporteras. Jordbävningen mäts till 4,2 på Richterskalan; den kraftigaste i Sverige på ungefär 40 år.
- 18 december - Kravaller utbryter i Rosengård sedan en lokal som använts som moské stängts.
- 20 december - Svenska akademiens ständige sekreterare Horace Engdahl meddelar att han tänker avgå i juni och efterträdas av Peter Englund.
- 24 december - En ordningsvakt och två gäster skottskadas då en man skjuter vilt omkring sig med pistol i entrén till Casino Cosmopol i Stockholm.
- 27 december - Israel inleder flera flygattacker riktade mot Hamas i Gazaremsan som kräver omkring flera hundra dödsoffer.
- 27 december - Gävlebocken bränns ned.[1]
- 30 december
  - I Bangladesh hålls parlamentsval efter två år av undantagstillstånd, där Awamiförbundet med Hasina Wajed i spetsen utropas som segrare.
  - Herman Van Rompuy tillträder som premiärminister i Belgien.

### Fotnoter
1. ↑  Pea Nilsson (27 december 2007). ”Gävlebocken brann upp”. Dagens nyheter. http://www.dn.se/nyheter/sverige/gavlebocken-brann-upp/. Läst 11 september 2016.